# بات روني
بات روني (بالإنجليزية: Pat Rooney)‏ هو لاعب كرة قاعدة أمريكي، ولد في 28 نوفمبر 1957 في شيكاغو في الولايات المتحدة.